# 凋缨菊
凋缨菊（学名：Camchaya loloana）为菊科凋缨菊属的植物。分布于泰国、越南以及中国大陆的云南等地，生长于海拔540米至1,600米的地区，见于林缘、山谷灌丛和疏林中，目前尚未由人工引种栽培。

## 亚种
- Camchaya loloana var. loloana
- Camchaya loloana var. mukdahanensis H.Koyama[1]
- Camchaya loloana var. pseudotenuiflora H.Koyama